# Odznaka za Walkę z Bandami
Odznaka za Walkę z Bandami (niem. Bandenkampfabzeichen) – niemieckie odznaczenie ustanowione przez Adolfa Hitlera 29 stycznia 1944 (przepisy wykonawcze wydano 30 stycznia 1944), związane początkowo między innymi z walkami przeciwko partyzantom Narodowej Armii Wyzwolenia Jugosławii.

## Etymologia
Rozkazem z 31 lipca 1942 Reichsführer-SS Heinrich Himmler zakazał używania w oficjalnych dokumentach terminu „partyzant”, nakazując w zamian stosowanie określeń: „bandyta” i „bandy”. Używano ich odtąd w odniesieniu do wszystkich antyniemieckich ruchów partyzanckich i konspiracyjnych działających w okupowanej Europie.
Dla przykładu SS-Obergruppenführer Erich von dem Bach-Zelewski, któremu Himmler powierzył zadanie kierowanie akcjami antypartyzanckimi na tyłach frontu wschodniego, piastował stanowisko „pełnomocnika Reichsführera SS do zwalczania band” (Der Bevollmächtigte des Reichsführer SS für Bandenbekämpfung), a od czerwca 1943 „szefa formacji do walki z bandami” (Der Chef der Bandenbekämpfungsverbände).

## Zasady nadawania
„Odznakę za Walkę z Bandami” nadawano w trzech stopniach (brązowym, srebrnym i złotym) żołnierzom biorącym udział w walkach antypartyzanckich – przy czym żołnierzom wojsk lądowych Heer i Waffen-SS przysługiwała odznaka:
- brązowa (za 20 dni walk),
- srebrna (za 50 dni walk),
- złota (za 100 dni walk),

a pilotom Luftwaffe przysługiwała odznaka:
- brązowa (za 30 dni walk),
- srebrna (za 75 dni walk),
- złota (za 150 dni walk).

## Opis odznaki
„Odznakę za Walkę z Bandami” wielkości 48 × 58 mm wykonywano jako odlew z tak zwanego „metalu wojennego”, czyli cynku z różnymi domieszkami. Przedstawia rękojeść germańskiego miecza z krzyżem słonecznym w wersji swastyki, wbitego w wijącą się hydrę. Poniżej znajduje się wizerunek czaszki ze skrzyżowanymi piszczelami. Całość otacza wieniec z liści dębowych.
Po II wojnie światowej, w 1957 w Niemczech Zachodnich zakazano używania orderu ze swastyką i czaszką, a w 1958 wprowadzono wersję bez swastyki i czaszki.